# Kahramonhoi Todżikiston (2009)
Kahramonhoi Todżikiston (2009) – 18. edycja najwyższej piłkarskiej klasy rozgrywkowej w Tadżykistanie. W rozgrywkach wzięło udział 10 drużyn, grając systemem kołowym w 2 rundach. Tytułu nie obroniła drużyna Regar-TadAZ Tursunzoda. Nowym mistrzem Tadżykistanu został zespół Wachsz Kurgonteppa. Tytuł króla strzelców zdobył Numon Chakimow, który w barwach klubu Wachsz Kurgonteppa zdobył 15 goli.

## Tabela końcowa
| Lp. | Drużyna                 | M  | Z  | R | P  | Bramki | Bramki | Różn. | Pkt | Uwagi  |
| --- | ----------------------- | -- | -- | - | -- | ------ | ------ | ----- | --- | ------ |
| 1   | Wachsz Kurgonteppa      | 18 | 15 | 1 | 2  | 44     | 15     | +29   | 46  |        |
| 2   | Regar-TadAZ Tursunzoda  | 18 | 13 | 2 | 3  | 47     | 14     | +33   | 41  |        |
| 3   | FK Chodżent             | 18 | 13 | 1 | 4  | 36     | 15     | +21   | 40  |        |
| 4   | Istiklol Duszanbe       | 18 | 11 | 3 | 4  | 41     | 18     | +23   | 36  |        |
| 5   | Energetik Duszanbe      | 18 | 10 | 2 | 6  | 41     | 26     | +15   | 32  |        |
| 6   | Parwoz Bobodżan Gafurow | 18 | 7  | 4 | 7  | 27     | 22     | +5    | 25  |        |
| 7   | Rawszan Kulab           | 18 | 5  | 2 | 11 | 25     | 45     | −20   | 17  |        |
| 8   | CSKA Pomir Duszanbe     | 18 | 2  | 2 | 14 | 16     | 42     | −26   | 8   |        |
| 9   | Gwardia Duszanbe        | 18 | 2  | 2 | 14 | 10     | 55     | −45   | 8   | Spadek |
| 10  | FK Spitamen             | 18 | 1  | 3 | 14 | 9      | 44     | −35   | 6   | Spadek |